# Tomasz Jan Nowak
Tomasz Jan Nowak (ur. 28 marca 1949 w Kaznowie) – doktor habilitowany nauk przyrodniczych. Od 1981 roku kierownik Ogrodu Botanicznego Uniwersytetu Wrocławskiego, a w latach 1984–2016 jego dyrektor.

## Studia, praca naukowa
Studia biologiczne ukończył w roku 1972 we Wrocławiu. Uzyskał stopień doktora i habilitację. Specjalizuje się w gospodarce wodnej roślin, ochronie i aklimatyzacji roślin, uprawach hydroponicznych. Był profesorem Uniwersytetu Wrocławskiego i Uniwersytetu Przyrodniczego we Wrocławiu. W 1981 został kierownikiem Ogrodu Botanicznego we Wrocławiu (od 1984 jego dyrektorem), a od 1988 pełnił także funkcję dyrektora Arboretum w Wojsławicach.

## Nagrody i wyróżnienia
Za działalność naukową i dydaktyczną otrzymał nagrody Ministra Nauki i Szkolnictwa Wyższego, Rektora Uniwersytetu Wrocławskiego, Akademii Rolniczej i Politechniki Wrocławskiej.

## Pełnione funkcje
- profesor Uniwersytetu Wrocławskiego i Akademii Rolniczej we Wrocławiu
- dyrektor Ogrodu Botanicznego we Wrocławiu[5] (od 1981)
- dyrektor Arboretum w Wojsławicach (od 1988)
- członek Rady Ogrodów Botanicznych Polskiej Akademii Nauk
- członek Rady Naukowej Arboretum Leśnego w Sycowie i w Bolestraszycach
- członek Polskiego Towarzystwa Botanicznego
- członek Węgierskiego Towarzystwa Bluszczowego
- członek honorowy Stowarzyszenia „Ogrody Dolnośląskie”[6]
- członek PTTK (od 1965)

W przeszłości:
- przewodniczący Rady Ekologicznej miasta i gminy Niemcza
- inicjator bądź współzałożyciel Polskiego Towarzystwa Ogrodów Botanicznych, Stowarzyszenia „Ogrody Dolnośląskie”, Stowarzyszenia Ochrona Krajobrazu, Środowiska Naturalnego i Dziedzictwa Kulturowego Klub SILESIA, Towarzystwa Roślin Wrzosowatych.

## Publikacje
- T. Nowak, rozprawa habilitacyjna Water Consumption in Hydroponic Culture of Some Cultivated Plants, Wrocław 1989
- T. Nowak, 1999. Index Plantarum Polskich Kolekcji Dendrologicznych. Acta Univ.Wrat.No 2153, Prace OBUWr 5/1:27-306.
- T Nowak, H. Grzeszczak-Nowak, K. Eysymontt, 1999 r., Dzieje wsi i parku w Wojsławicach. Acta Univ.Wrat.No2153, PraceOBUWr 5/1:513-541.
- J. Marszał, K. Kromer, T. Nowak, 1999 r., Ochrona paproci serpentynowych z Masywu Ślęży i możliwości ich rozmnażania in vitro. Acta Univ.Wrat.2153,Prace OBUWr 5/1 : 415 – 422.
- T. Nowak, W. Gawryś, J. Marcinkowski, 2000. Index Plantarum of outdoors cultivated herbaceous plants in Poland. Acta Univ. Wrat. No 2243, Prace OBUWr T. 6/1 : I- 399 s.
- K. Kromer, T. Nowak, B. Wojtuń, D. Poturała, 2000. Rozmnażanie w warunkach in vitro populacji roślin Drosera intermedia pochodzących z Gór Izerskich. Biuletyn Ogrodów Botanicznych Muzeów i Zbiorów, 9 : 147 – 152.
- K. Kromer, T. Nowak, D. Poturała, 2000. In vitro culture of Lonicera periclymenum. L. Plant Physiol.Bioch. 38 : 29
- T. Nowak, Skarby ogrodniczej kultury dolnośląskiej. Arboretum Wojsławice, OBUWr, 2001
- T. Nowak (redakcja), W. Gawryś. 2002. Rośliny szklarniowe uprawiane w Polsce, Prace OBUWr; Wydawnictwo Uniwersytetu Wrocławskiego, Wrocław, 2002, T. 8, zeszyt 1
- T. Nowak, Index plantarum. Rośliny uprawiane w Polsce, 2002
- T. Nowak, Słownik nazw łacińskich i polskich roślin uprawianych w Polsce, 2002
- T. Nowak, 2002. Szata Roślinna Część I. Rośliny nagonasienne. Notatki z wykładów dla studentów architektury krajobrazu. Wrocław, 2002. 8 CD -Room.
- H. Grzeszczak-Nowak, T. Nowak, 2002. Arboretum w Wojsławicach. Skarby Dolnośląskiego Dziedzictwa Kulturowego i Przyrodniczego. CD-Room, e-book – 1987 s
- T. Nowak, 2003. Szata Roślinna Część II. Drzewa i krzewy liściaste (okrytonasienne). Notatki z wykładów dla studentów architektury krajobrazu. Wrocław, 2003. 13 CD-Room.
- T. Nowak, Przewodnik Ogród Botaniczny Uniwersytetu Wrocławskiego, 2003
- H. Grzeszczak-Nowak, T. Nowak, 2003. Przewodnik po Arboretum w Wojsławicach. OBUWr Wrocław, – 107 s.

## Rodzina
Żona Hanna Grzeszczak-Nowak też jest przyrodnikiem. Pracuje w Arboretum w Wojsławicach. Mają czworo dzieci i dwoje wnucząt.